# Chilling effect
Con chilling effect, nel lessico giuridico del common law si indica la riluttanza e la refrattarietà ad esercitare un proprio diritto per paura di sanzioni legali. Il diritto che più frequentemente viene associato all'azione inibitoria del chilling effect è quello di libera espressione.

## Storia
Nel 1644 John Milton descrisse il chilling effect della censura nell'Areopagitica, riferendosi specificamente alla libertà di stampa:
(J. Milton, Areopagitica 15.)
Il termine chilling effect è in uso negli Stati Uniti a partire dal 1950.

## Descrizione ed utilizzo
A generare l'effetto può essere l'approvazione di una legge, la sentenza di un tribunale o la minaccia di querele. Una querela sporta al solo scopo di produrre un chilling effect viene chiamata SLAPP (acronimo di Strategic Lawsuit Against Public Participation).
La locuzione viene usata anche al di fuori del contesto legale per indicare, più in generale, un fenomeno che genera un'azione deterrente verso un dato comportamento. Ad esempio di questa definizione più ampia possono essere portati la minore brutalità della polizia statunitense in alcune città a causa, secondo il direttore dell'FBI, del timore di essere ripresi e diventare i protagonisti involontari di video virali oppure la titubanza nel denunciare i comportamenti aggressivi del proprio compagno per paura di ulteriori ripercussioni.